# Вибе, Пётр Петрович
Пётр Петрович Вибе (род. 28 ноября 1955, Омск) — советский и российский историк, краевед, директор Омского государственного историко-краеведческого музея (с 1993), доктор исторических наук (2009), председатель Союза краеведов России (2021—2022), Заслуженный работник культуры Российской Федерации (2023).

## Биография
Родился 28 ноября 1955 года в городе Омске.
В 1973 году окончил Омскую среднюю школу № 1.
Начал работать слесарем-сборщиком авиадвигателей на Заводе им. П. И. Баранова (1973—1974, 1976—1979).
В 1974—1975 годах проходил срочную службу в Советской армии на Дальнем Востоке.
Работал учителем истории в средней школе № 134.
В 1982 году окончил исторический факультет Омского государственного университета (ОмГУ). Остался работать на кафедре истории советского периода.
В 1987—1996 годах работал старшим преподавателем кафедры дореволюционной отечественной истории Омского государственного педагогического университета. С 1987 по 1994 годы руководил научно-исследовательской историко-краеведческой лабораторией ОмГПУ.
В 1989 году в Томском государственном университете защитил кандидатскую диссертацию по теме «Крестьянская колонизация Тобольской губернии в эпоху капитализма».
Заведующий сектором сохранения культурного наследия Сибирского филиала Российского института культурологии (1993—2013).
С 1993 года — директор Омского государственного историко-краеведческого музея.
В 2009 году в Омском государственном педагогическом университете защитил докторскую диссертацию по теме «Немецкие колонии в Сибири в условиях социальных трансформаций конца XIX — первой трети XX века».
Организатор проведения в Омске крупных научных конференций и мероприятий по истории, краеведению и музееведению.

## Награды и премии
- 1998 — Нагрудный знак Министерства культуры и массовых коммуникаций РФ «За высокие достижения в культуре».
- 2003 — Почётная грамота Администрации Омской области.
- 2004 — Памятная медаль РФ «Энциклопедия "Лучшие люди России"».
- 2005 и 2013 — Почётные грамоты Правительства Омской области.
- 2005 — Почётная грамота Союза музеев России.
- 2007 — Премия немецкой национально-культурной автономии Омской области, за монографию «Немецкие колонии в Сибири: социально — экономический аспект».
- 2008 — Почётная грамота и почётный знак Российского комитета Международного совета музеев (ИКОМ).
- 2010 и 2011 — Премия имени И. Е. Забелина — высшая награда за научные исследования, выполненные сотрудниками исторических, краеведческих и историко-художественных музеев России.
- 2012 — Лауреат конкурса гуманитарных исследований имени М. Е. Бударина, за монографию «Немецкие колонии в Сибири в условиях социальных трансформаций конца XIX — первой трети XX вв.».
- 2015 — Лауреат VII Всероссийской премии «Хранители наследия» в номинации «Историческая память» как «автор и организатор многочисленных и разнообразных исследований в области истории и культуры края и населяющих его народов».
- 2017 — Заслуженный деятель культуры Омской области.
- 2020 — Медаль «За высокие достижения» (Омская область)[7].
- 2023 — Заслуженный работник культуры Российской Федерации.

## Членство в организациях
- 2012 — избран председателем Омского регионального отделения Союза краеведов России.
- 2013 — заместитель председателя Союза краеведов России.
- 2021—2022 — председатель Союза краеведов России.
- Академик Российской академии естествознания (РАЕ).